# Pointe de l'Au
Pointe de l'Au är en bergstopp i Schweiz.   Den ligger i distriktet Monthey och kantonen Valais, i den sydvästra delen av landet, 100 km sydväst om huvudstaden Bern. Toppen på Pointe de l'Au är 2 152 meter över havet, eller 196 meter över den omgivande terrängen. Bredden vid basen är 1,9 km.
Terrängen runt Pointe de l'Au är bergig söderut, men norrut är den kuperad. Närmaste större samhälle är Monthey, 11,1 km nordost om Pointe de l'Au. 
Trakten runt Pointe de l'Au består i huvudsak av gräsmarker. Runt Pointe de l'Au är det ganska glesbefolkat, med 26 invånare per kvadratkilometer.